# アースキン・ニコルソン (第3代カーノック男爵)
第3代カーノック男爵アースキン・アーサー・ニコルソン（英語: Erskine Arthur Nicolson, 3rd Baron Carnock, DSO, JP 1884年3月26日 - 1982年10月2日）は、イギリスの貴族、軍人。弟は庶民院議員、作家として活躍したハロルド・ニコルソン。

## 略歴
当時ギリシャ王国駐在の代理公使を務めていたアーサー・ニコルソンとその妻メアリー・キャサリンの間に生まれる。ダートマス海軍兵学校を経て王立海軍に入隊。1908年に発生し、近代ヨーロッパにおいて最悪の犠牲者をもたらしたメッシーナ地震の救護活動に参加した功により、1912年、イタリア王冠勲章オフィサー章を授与される。1913年にイギリス海軍大学校に入学、その後軽巡洋艦戦隊の参謀将校となり、第一次世界大戦を戦う。フランスでの活動により、1916年にレジオンドヌール勲章のシュヴァリエ章を受章。
戦後に殊功勲章と聖アンナ勲章を与えられる。1924年に海軍中佐で退役し、その後デヴォンの治安判事に任命された。

## 家族
保守党の政治家第4代准男爵サー・ヘンリー・ロープスの娘、キャサリン・フレデリカ・アルバータと1919年10月9日に結婚し、女子1人と男子2人をもうけた。
- デイヴィッド・ヘンリー・アーサー（1920年7月10日 - 2008年12月26日）
- ピーター・トリベルヤン・アースキン（1921年9月3日 - 1942年8月）- 第二次世界大戦に従軍、戦死
- ナオミ・キャサリン・バーサ（1925年1月18日 - 1934年6月17日）

爵位は長男デイヴィッドに継承された。

## 栄典

### 爵位
1952年5月3日、兄フレデリックの死に伴いカーノック男爵位およびニコルソン准男爵位を継ぐ。

### 勲章
- 殊功勲章 - 1919年受章

- イタリア王冠勲章（英語版）（イタリア王国）
  -  オフィサー章 - 1912年受章
- 聖アンナ勲章（英語版）（ロシア）
  -  剣付三等
- レジオンドヌール勲章（フランス）
  -  シュヴァリエ章 - 1916年受章

### その他
- デヴォン治安判事